# Canadair CL-28
Pour les articles homonymes, voir Argus.
Le CL-28 Argus de Canadair était un avion de patrouille maritime à grand rayon d'action fabriqué au Canada et utilisé par la RCAF/Force aérienne du Canada (FAC). La conception de cet appareil s'inspire d'un avion de ligne britannique, le Bristol 175 Britannia. Cet appareil, qui pouvait transporter un équipage opérationnel de 15 personnes, était muni de radars, d'un détecteur d'anomalie magnétique et d'armes anti-sous-marines sophistiqués. 

## Description

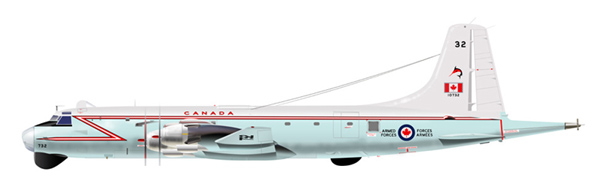
Vue d'artiste du profil du CP-107 Argus

Une adaptation en 1954 du Britannia de Bristol, l'Argus est un turbo quadrimoteur à piston. D'un rayon d'action de plus de 8 100 km, il était surtout utilisé à partir des bases de Greenwood (Nouvelle-Écosse) et Summerside (Île-du-Prince-Édouard) pour la chasse anti-sous-marine et les patrouilles de surveillance de la pêche hauturière. Il pouvait transporter jusqu'à près de quatre tonnes d'armement dans ses deux soutes à bombes. Son équipage était constitué de trois pilotes, trois navigateurs, deux mécaniciens de bord et sept opérateurs d'équipement électronique. À pleine charge, il pouvait franchir la distance entre Terre-Neuve et l'Irlande, patrouiller pendant huit heures puis reparcourir cette distance de 1 500 milles marins et disposer encore d'une heure de carburant en réserve. 
Il était doté de torpilles et de grenades anti-sous-marines, d'un radar de veille en surface monté sous le nez du fuselage et d'un détecteur d'anomalies magnétiques sur la queue qui sert à repérer les sous-marins submergés grâce au champ magnétique produit par leur coque en métal.

## Histoire

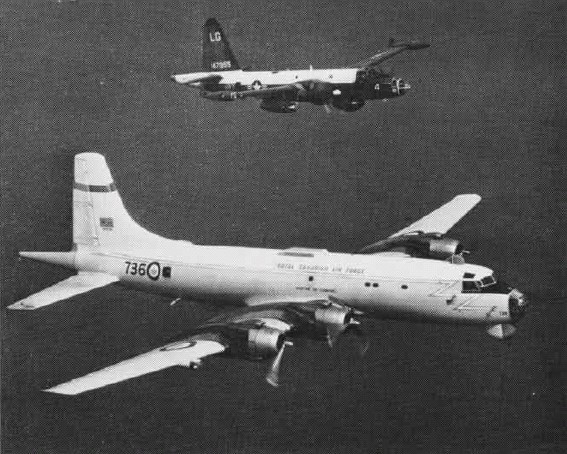
Un Canadair CL-28 en vol avec un P-2 Neptune.

L'Argus effectua son premier vol en mars 1957 sous le vocable de CP-107 Argus et fut retiré du service actif en 1982 par l'arrivée des CP-140 Aurora. La dernière mission d'un Argus avec la FAC date du 24 juillet 1981. Deux versions ont été conçues. La FAC a reçu livraison de 13 appareils de version Mk.I et 20 de version Mk.II avec un système radar plus sophistiqué. Des trente-trois Argus livrés, trente-et-un étaient toujours en opération lors de son remplacement. Aujourd'hui, seuls quelques exemplaires ont évité la destruction et sont maintenant exposés dans des musées.